# Jaap Stobbe

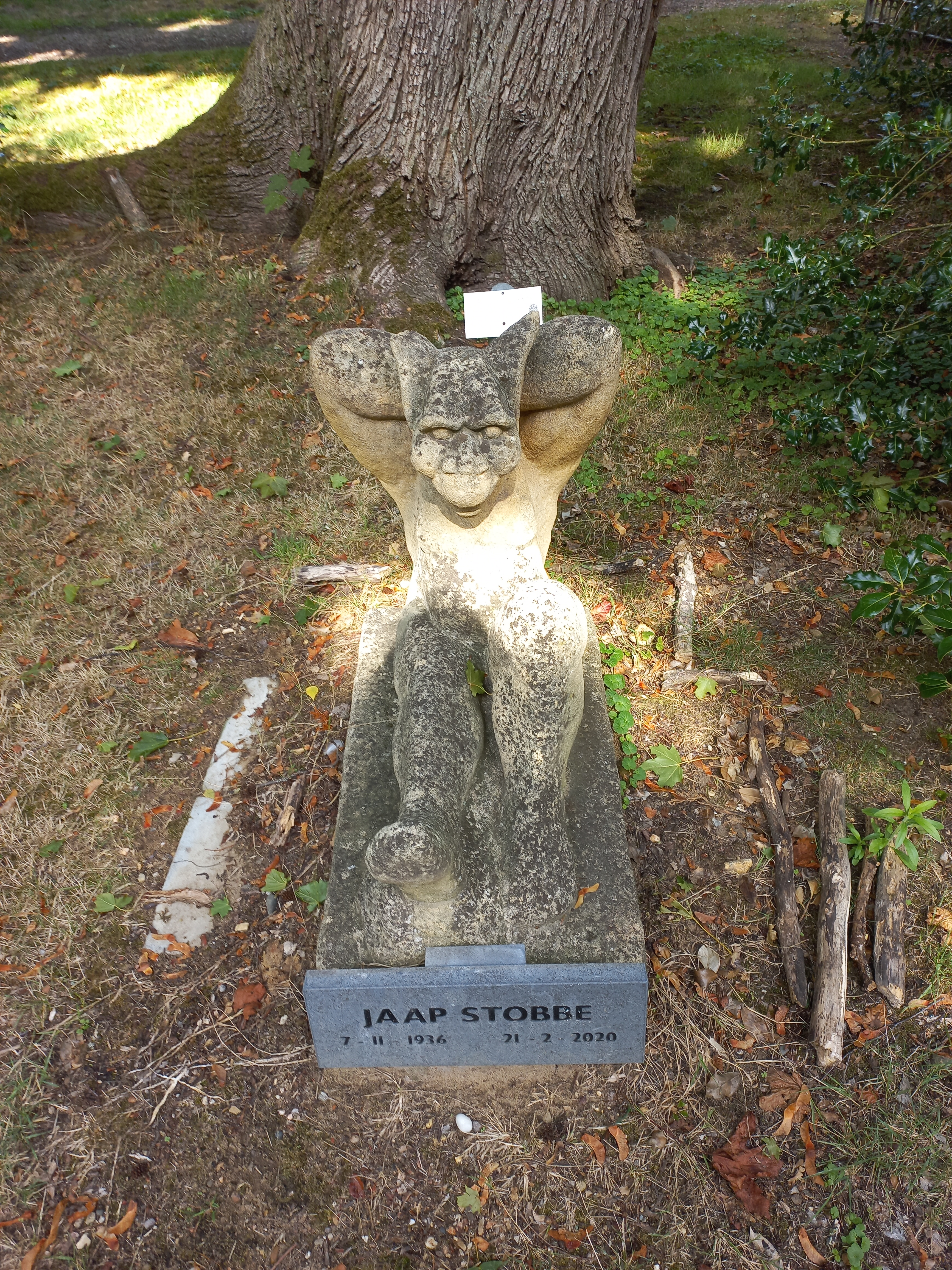
Graf Jaap Stobbe op De Nieuwe Ooster (augustus 2022)

Jacob (Jaap) Stobbe (Den Haag, 7 november 1936 – Amsterdam, 21 februari 2020) was een Nederlandse acteur en spreekstalmeester.

## Loopbaan
Hij was zoon van Jan Matthijs Stobbe en Antjke Schipper. Hijzelf was getrouwd met Maria (Rita) van Soldt en kleuterleidster Leonora Theresia (Nora)  Mullens; beide huwelijken eindigden in een echtscheiding. Tussen beide huwelijken had hij een relatie met Lenny Kuhr.
In 1973 kreeg hij bekendheid vanwege een act op het slappe koord in de nok van Koninklijk Theater Carré tijdens de pauze van het Nationaal Songfestival 1973. Hij werd daarin begeleid door circusdirecteur Toni Boltini. Stobbe had al eerder gewerkt als spreekstalmeester bij Circus Sarrasani. Hij was destijds bewonderaar van koorddanser Victor Arata en wilde dat ook. Stobbe was onder andere bekend door zijn vertolking van de Plaaggeest in de TROS televisie jeugdserie Bassie & Adriaan: De Plaaggeest uit 1978. Voor deze serie deed hij ook de productie (draaiboeken). Vervolgens speelde hij mee in verschillende sketches van de Mounties. In 1981 speelde hij de hoofdrol in de film Te gek om los te lopen. Tijdens de opnames voor deze film voerde hij een vechtscène zo realistisch uit dat hij gewond raakte. Voor deze rol kreeg hij lovende kritieken. Tussen 1980 en 1985 speelde hij als Hugo een hoofdrol in de jeugdserie De Poppenkraam. Ondertussen probeerde hij zijn heil te zoeken in buitenlandse producties, omdat hij naar eigen zeggen continu in het hokje van de kindertelevisie werd gestopt door regisseurs. Dit resulteerde in rollen in de Duitse televisieseries SOKO München, Tatort en Auf Achse. Verder was hij degene die als eerste de rol van Lowietje vertolkte in het eerste seizoen van de RTL 4 televisieserie Baantjer (1995/1996).
In 2016 werd bekend dat Bas en Aad van Toor al jarenlang een conflict hebben met meerdere acteurs uit hun series, onder wie Stobbe, over de betalingen. Jaap Stobbe overleed in 2020 op 83-jarige leeftijd. Op 25 november 2020 werd hij in de rechtszaak tegen Bas en Aad van Toor postuum in het gelijk gesteld.
In 1993 was Stobbe een van de oprichters en secretaris van de fanclub van Bobby Haarms.

## Filmografie
- Madelief, krassen in het tafelblad (1998) - Jaap
- 101 Dalmatians (1996) -  Stemvertolking: Horace
- Zwembad (1994) - De Vries
- Pappie, hier ben ik (1991) - Tom
- Amsterdamned (1988) - taxichauffeur
- De Ratelrat (1987) - neef Suderma
- Op hoop van zegen (1986) - Mees
- De Zwarte Ruiter (1983) - Van Vliet
- Knokken voor twee (1982) - Harry
- Te gek om los te lopen (1981) - Dirk
- Het verboden bacchanaal (1981) - pultrumbezorger
- Grijpstra & De Gier (1979) - Beuzekom
- Pastorale 1943 (1978) - Wim Uden
- Peppi en Kokki bij de marine (1976) - De kok
- Naakt over de schutting (1973) - Medewerker gokhal

Televisie
- In de praktijk (1998) - Harry de Vries (1999)
- Wij, Alexander (1998) - ambtenaar burgerlijke stand
- In naam der Koningin (1996) - Sloet
- Baantjer (1995-1996) - Lowietje
- Geluk bij een ongeluk (1993)
- Pappie, hier ben ik (1991) - Tom
- De Brug (1990) - Geurts
- Freggels (1988) - Stemvertolking
- Ducktales (1987) - Stemvertolking: Bolle boef
- The Wuzzles (1986) - Stemvertolking: Aperinho
- Thomas en Senior (1985) - Schilder
- O, kom er 's kijken (1984) - Zwarte Piet
- Lief zijn voor elkaar (1984) - Hoteleigenaar
- Boem-Boem (1982) - Sjaak
- Er waren twee Koningskinderen (1982) - Oom Gerard
- Strijd der planeten (1980-1981) - Stemvertolking: Jason
- De Poppenkraam (1980) - Hugo
- Alleen op de wereld (1977-1978) - Stemvertolking:  Jean met de kraai e.a.
- Bassie & Adriaan: De Plaaggeest (1978) - Plaaggeest/Douwe
- Hollands Glorie (1977) - Kelner Frits

Gastrollen
- Sam Sam (1994-2003) - aflevering "Medisch Centrum Nol" (12 december 1997) - Cees Meyer
- Kees & Co (1997-2006) - aflevering "Mannen en macho's" (6 december 1997) - Frank
- Oppassen!!! (1991-2003) - aflevering "Burgemeester Buys (20 januari 1996) - Meneer Kool
- M'n dochter en ik (1995-1996) - aflevering "Klaar Over" (1996) - Oldenburg
- Lili & Marleen (1995) - Seizoen 2 aflevering 11 De nonkel uit Holland (6 november 1995) - Nonkel Sjaak / Pieter Bruis
- Toen was geluk heel gewoon (1994-2009) - aflevering "Een man z'n trots" (1995) - Henk Hooft
- Vrouwenvleugel (1993-1995) - aflevering "Valse Hoop" (14 april 1995) - Wilberto
- Coverstory (1993-1995)
- Vreemde Praktijken (1993) - aflevering -"Procedurefout" - Haagse Robbie
- Zeg 'ns Aaa (1981-1993) - aflevering "Herman" (23-11-1991) - patiënt
- Medisch Centrum West (1989) - Egbert Smit
- Auf Achse (1978-1996) - aflevering "Rotterdam Connection" (18 februari 1986) - Karel
- De Brekers (1985) - aflevering "Stille Nacht" - voorzitter buurthuis
- Transport (1983) - aflevering "Het Misverstand" (30 oktober 1983) - Wim
- Centraal Station (1974-1979) - aflevering "Marseille retour" (20 maart 1977)

## Trivia
De Mannen van de Radio hebben een radiosketch gemaakt rondom een standbeeld van Jaap Stobbe.